# Metriocnemus brunneri
Metriocnemus brunneri är en tvåvingeart som beskrevs av Ashe och O'connor 2000. Metriocnemus brunneri ingår i släktet Metriocnemus och familjen fjädermyggor.
Artens utbredningsområde är Pakistan. Inga underarter finns listade i Catalogue of Life.